# Those Were the Days (album av Cream)
Those Were the Days är en retrospektiv samling av Cream, släppt den 23 september 1997.
Det innehåller fyra cd-skivor från gruppens fyra studioalbum, samt livematerial inspelat 1968.
Titeln har tagits från en sång skriven av Ginger Baker och Mike Taylor, släppt på albumet Wheels of Fire 1968.

## Låtlista

### Skiva ett: In the Studio
1. "Wrapping Paper" (Bruce, Brown) - 2.22
Spår från Fresh Cream (1966)
2. "I Feel Free" (Bruce, Brown)  - 2.51
3. "N.S.U." (Bruce)  - 2.43
4. "Sleepy Time Time" (Bruce, Godfrey)  - 4.20
5. "Dreaming" (Bruce)  - 1.58
6. "Sweet Wine" (Baker, Godfrey)  - 3.17
7. "Spoonful" (Dixon)  - 6.30
8. "Cat's Squirrel" (Traditional, arr. S. Splurge)  - 3.03
9. "Four Until Late" (Johnson, arr. Clapton)  - 2.07
10. "Rollin' and Tumblin'" (Waters)  - 4.42
11. "I'm So Glad" (James)  - 3.57
12. "Toad" (Baker)  - 5.11
13. "Lawdy Mama" - version 1 (tidigare olanserad) (Traditional, arr. Clapton)  - 2.00
Spår från Disraeli Gears (1967)
14. "Strange Brew" (Clapton, Collins, Pappalardi)  - 2.46
15. "Sunshine of Your Love" (Bruce, Brown, Clapton)  - 4.10
16. "World of Pain" (Collins, Pappalardi)  - 3.02
17. "Dance the Night Away" (Bruce, Brown)  - 3.34
18. "Blue Condition" (Baker)  - 3.29
19. "Tales of Brave Ulysses" (Clapton, Sharp)  - 2.46
20. "SWLABR" (Bruce, Brown)  - 2.31
21. "We're Going Wrong" (Bruce)  - 3.26
22. "Outside Woman Blues" (Reynolds, arr. Clapton)  - 2.24
23. "Take It Back" (Bruce, Brown)  - 3.05
24. "Mother's Lament" (Traditional, arr. Bruce, Brown, Clapton)  - 1.47

### Skiva två: In the Studio
Spår från Wheels of Fire (1968)
1. "White Room" (Bruce, Brown)  - 4.58
2. "Sitting on Top of the World" (Burnett)  - 4.58
3. "Passing the Time" - extended version (Baker, Taylor)  - 5.53
4. "As You Said" (Bruce, Brown ) - 4.20
5. "Pressed Rat and Warthog" (Baker, Taylor)  - 3.13
6. "Politician" (Bruce, Brown)  - 4.12
7. "Those Were the Days" (Baker, Taylor)  - 2.53
8. "Born Under a Bad Sign" (Jones, Bell)  - 3.09
9. "Deserted Cities of the Heart" (Bruce, Brown)  - 3.38
10. "Anyone for Tennis" (Clapton, Sharp)  - 2.38
Spår från Goodbye (1969)
11. "Badge" (Clapton, Harrison)  - 2.44
12. "Doing That Scrapyard Thing" (Bruce, Brown)  - 3.14
13. "What a Bringdown" (Baker)  - 3.58
14. "The Coffee Song" (Colton, Smith) - 2.44
15. "Lawdy Mama" - version 2 Mall:Fn (Traditional, arr. Clapton) - 2.46
16. "You Make Me Feel" - demoversion (tidigare olanserad) (Bruce, Brown) - 2.39
17. "We're Going Wrong" - demoversion (tidigare olanserad) (Bruce) - 3.49
18. "Hey Now Princess" - demoversion (tidigare olanserad) (Bruce, Brown) - 3.31
19. "SWLABR" - demoversion (tidigare olanserad) (Bruce, Brown) - 4.30
20. "Weird of Hermiston" - demoversion (tidigare olanserad) (Bruce, Brown) - 3.12
21. "The Clearout" - demoversion (tidigare olanserad) (Bruce, Brown) - 3.58
22. "Falstaff Beer Commercial" (tidigare olanserad) (Baker, Bruce, Clapton) - 1.00

### Skiva tre: Live
1. "N.S.U." (tidigare olanserad) (Bruce)  - 12.38
Inspelad 9 mars 1968 på Winterland, San Francisco
2. "Sleepy Time Time" Mall:Fn (Bruce, Godfrey)  - 6.48
Inspelad 9 mars 1968 på Winterland, San Francisco
3. "Rollin' and Tumblin'" Mall:Fn (Waters)  - 6.29
Inspelad 7 mars 1968 på Fillmore West, San Francisco
4. "Crossroads" Mall:Fn (Johnson, arr. Clapton)  - 4.24
Inspelad 10 mars 1968 på Winterland, San Francisco
5. "Spoonful" Mall:Fn (Dixon)  - 16.39
Inspelad 10 mars 1968 på Winterland, San Francisco
6. "Tales of Brave Ulysses" Mall:Fn (Clapton, Sharp)  - 4.43
Inspelad 10 mars 1968 på Winterland, San Francisco
7. "Sunshine of Your Love" Mall:Fn (Bruce, Brown, Clapton) - 7.25
Inspelad 9 mars 1968 på Winterland, San Francisco
8. "Sweet Wine" Mall:Fn (Baker, Godfrey)  - 15.08
Inspelad 10 mars 1968 på Winterland, San Francisco

### Skiva fyra: Live
1. "White Room" Mall:Fn (Bruce, Brown)  - 6.21
Inspelad 4 oktober 1968 på Oakland Coliseum Arena, Oakland
2. "Politician" Mall:Fn (Bruce, Brown)  - 5.08
Inspelad 4 oktober 1968 på Oakland Coliseum Arena, Oakland
3. "I'm So Glad" Mall:Fn (James)  - 9.32
Inspelad 19 oktober 1968 på The Forum, Los Angeles
4. "Sitting on Top of the World" Mall:Fn (Burnett)  - 4.55
Inspelad den 19 oktober 1968 på The Forum, Los Angeles
5. "Stepping Out" Mall:Fn (Bracken)  - 13.29
Inspelad 10 mars 1968 på Winterland, San Francisco
6. "Traintime" Mall:Fn (Bruce)  - 7.02
Inspelad 8 mars 1968 på Winterland, San Francisco
7. "Toad" (tidigare olanserad extended version) (Baker)  - 17.35
Inspelad 7 och 8 mars 1968 på Fillmore West, San Francisco
8. "Deserted Cities of the Heart" Mall:Fn (Bruce, Brown)  - 4.14
Inspelad 4 oktober 1968 på Oakland Coliseum Arena, Oakland
9. "Sunshine of Your Love" (tidigare olanserad) (Bruce, Brown, Clapton)  - 4.44
Inspelad i maj 1968 på CBS Studios, Los Angeles för Glen Campbell Show